# Біоне
Біоне (італ. Bione) — муніципалітет в Італії, у регіоні Ломбардія, провінція Брешія.
Біоне розташоване на відстані близько 460 км на північ від Рима, 95 км на схід від Мілана, 19 км на північний схід від Брешії.
Населення — 1408 осіб (2014).
Щорічний фестиваль відбувається 27 грудня. Покровитель — San Giovanni.

## Демографія
Населення за роками:

Станом на 1 січня 2023 року в муніципалітеті офіційно проживало 60 іноземців з 13 країн, серед них 10 громадян країн Євросоюзу та 7 громадян України.

## Сусідні муніципалітети
- Аньозіне
- Касто
- Лумеццане
- Презельє
- Вестоне